# Sam Waagenaar

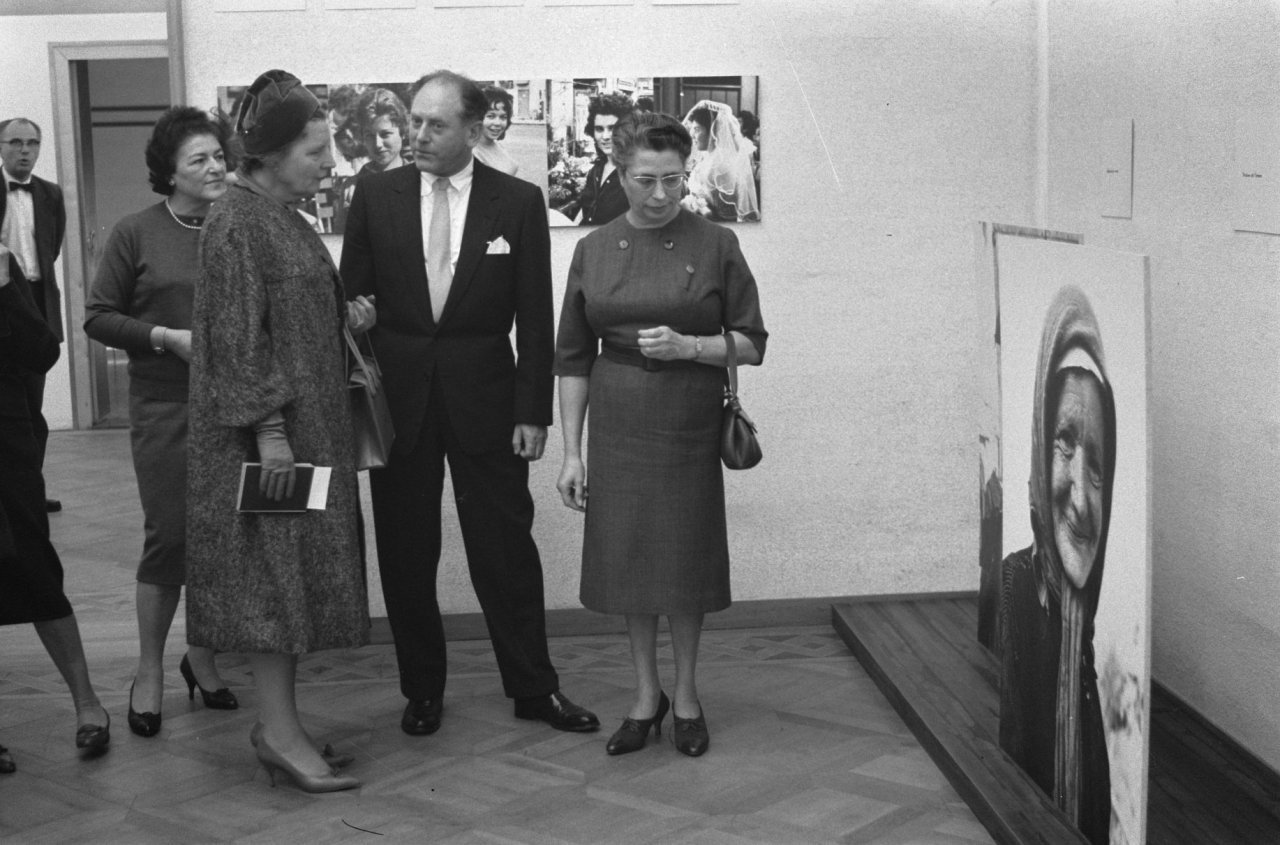
Waagenaar begleitet die niederländische Königin Juliana durch seine Ausstellung Women of Israel (1960)

Samuel „Sam“ Waagenaar (* 10. Januar 1908 in Amsterdam; † 16. April 1997 in Blaricum) war ein niederländischer Fotograf und Autor, der vor allem als Biograf der Tänzerin und vermeintlichen Spionin Mata Hari bekannt wurde.

## Leben
Samuel Waagenaar wurde 1908 in Amsterdam geboren. Ab 1927 arbeitete er in der Werbung für Metro-Goldwyn-Mayer (MGM). Zwei Jahre darauf übersiedelte er in die Vereinigten Staaten, wo er in der Folge vor allem als Fotograf tätig war. Nachdem ihn MGM im Jahr 1930 zum Leiter der Werbung und Öffentlichkeitsarbeit für Europa ernannt hatte, zog er sechs Monate später nach Paris.
Dort war Waagenaar an den Recherchen zum 1930 mit Greta Garbo gedrehten Film Mata Hari beteiligt. Hauptsächlich interessierte Waagenaar an der Person Mata Haris zunächst, dass sie wie er auch in den Niederlanden geboren war. Sechs Monate bereiste er die Niederlande, Frankreich aber auch Deutschland und Großbritannien und sprach dort mit Zeitzeugen. Seine Recherche-Ergebnisse übertrafen seine kühnsten Erwartungen. So sprach er mit einem von Mata Haris Brüdern und weiteren ihr nahestehenden Personen. Unter anderem erhielt er von Mata Haris ehemaligem Dienstmädchen Anna Lintjens zwei Einklebebücher, in denen Mata Hari Fotos und Presseartikel über sich gesammelt und mit Notizen versehen hatte. Diese bildeten die Basis für seine spätere Biografie.
Nach Aufenthalten in Nordafrika und Hollywood verließ Waagenaar 1935 MGM und kehrte nach Paris zurück, wo er beim Film und in der Zeitungsbranche tätig war. Zusammen mit seinem Bruder kehrte er 1939 in die Vereinigten Staaten zurück und lebte bis 1942 dort. Im folgenden Jahr trat er in mehreren Propaganda-Streifen wie Auch Henker sterben, Fünf Gräber bis Kairo oder Blutiger Schnee auf. Meist verkörperte er darin in kleinen Nebenrollen deutsche Soldaten.
Danach trat er in die US-Army ein und absolvierte in Kanada ein dreiwöchiges Spionage-Training, an dem auch der spätere Bond-Autor Ian Fleming teilnahm. Danach kehrte er nach Europa zurück, wo er sich unter anderem in London und Paris aufhielt. Er war Augenzeuge der Befreiung von Paris am 25. August 1944, die er auch fotografisch dokumentierte.
Als Korrespondent für den International News Service (INS) berichtete er von der Gründung der Vereinten Nationen, den Nürnberger Prozessen und aus einigen befreiten Konzentrationslagern. Nachdem er den INS 1946 verlassen hatte, zog er nach Rom um und arbeitete dort als freier Journalist. 
Im Jahr 1957 erschienen seine ersten beiden Bildbände Asien und Länder am Roten Meer im Süddeutschen Verlag. Im nächsten Jahr folgten die Bildbände Kinderen kennen geen grenzen, 1959 Frauen von Rom und 1960 The little Five mit Fotos aus Liechtenstein, San Marino, Monaco, dem Vatikan und Andorra.
1964 erschien schließlich sein bekanntestes Werk Sie nannte sich Mata Hari. Für diese Biografie sichtete Waagenaar das alte Material aus den 1930er Jahren und recherchierte weitere Details. Das Buch gilt heute als Standardwerk über Mata Hari und wurde mehrfach neu aufgelegt. Eine zweite überarbeitete Fassung erschien 1976.
Im Jahr 1992 zog Waagenaar von Rom zurück in die Niederlande und ließ sich in Laren nieder, wo er im Rosa Spier Huis lebte. 1997 starb er in Blaricum.

## Werke (Auswahl)
- Mata Hari. Vollständig überarbeitete und erweiterte Fassung, Lübbe, Bergisch Gladbach, 1983, ISBN 3-404-61071-7
- The Pope's Jews. Alcove Press, 1974
- Il ghetto sul Tevere. Arnoldo Mondadori Editore, 1973
- The little Five. Bruna en Zoon, Utrecht, 1960
- Sie nannte sich Mata Hari. Hamburg, v. Schröder, 1964
- Länder am Roten Meer. Süddeutscher Verlag, München, 1957
- Asien. Süddeutscher Verlag, München, 1957
- Women of Israel. Schocken Books, 1961
- Frauen von Rom. Rüschlikon-Zürich, A. Müller, 1961